# 龙奥大厦站
龙奥大厦站（建设时工程名为龙奥站）是济南轨道交通3号线与规划中的7号线的地铁换乘站，位于中华人民共和国山东省济南市历下区龙洞街道奥体西路与龙奥南路交叉口地下，2019年12月28日投入运营。

## 车站构造
本站位于龙奥南路与奥体西路交叉口北侧，为地下二层岛式标准站，车站沿奥体西路南北向布设。龙奥南路与奥体西路宽均为45m。站址周边现状主要为济南市检察院、
济南公共资源交易中心、赶牛岭及转山、银丰财富广场、施工中的中国建设银行山东省分行综合营业楼等，周边规划以行政办公、交通站场、商业金融用地为主。
本站为标准地下二层岛式车站。地下一层为站厅层，地下二层为站台层，有效站台宽度为11m。

## 出入口
车站共设置3个出入口。
| 編號                  | 指示                                                         |
| --------------------- | ------------------------------------------------------------ |
| 出口 · A · 升降机标志 | 龙奥北路与奥体西路交叉口以南，奥体西路路东(银丰华美达酒店前) |
| 出口 · B · 2          | 龙奥南路与银丰财富广场连接处，龙奥南路路北(青岛银行前)       |
| 出口 · B              | 奥体西路与龙奥南路交叉口以北，龙奥南路路北(青岛银行前)       |
| 註： 設有             |                                                              |

### 临近地点
- 济南市人民政府
- 济南市人民检察院
- 济南奥林匹克体育中心体育场
- 山东高速大厦
- 银丰财富广场
- 玉兰广场
- 济南银丰华美达酒店
- 中国建设银行山东省分行
- 招商银行（济南龙奥支行）
- 北京银行（济南龙奥小微支行）
- 青岛银行（济南分行）